# Kyle Chalmers
Kyle Chalmers (Port Lincoln, 25 de junho de 1998) é um nadador australiano.

## Carreira

### 2016
Nos Jogos Olímpicos de 2016 obteve a medalha de bronze no revezamento 4x100 metros livre e venceu a prova dos 100 metros livres.

### 2022
Em 18 de junho, conquistou a prata no quatro por cem metros livre do Campeonato Mundial de Esportes Aquáticos, em Budapeste. Seis dias depois, ganhou o ouro nos quatro por cem livre misto da mesma competição, onde sua equipe estabeleceu o novo recorde mundial da prova com o tempo de três minutos, dezenove segundos e 38 centésimos.
Em 13 de dezembro, ficou na segunda colocação nos quatro por cem livre do Mundial em Piscina Curta em Melbourne, ajudando o time australiano a quebrar a marca da Oceania na categoria. Dois dias depois, obteve dois ouros no mesmo evento: um nos cem livre, nos quais estabeleceu o novo recorde do campeonato com 45 segundos e dezesseis centésimos, e outro nos quatro por cem livre. Em 16 de dezembro, ganhou a prata tanto nos quatro por cinquenta livre misto quanto nos quatro por duzentos livre, contribuindo com a equipe a quebrar a marca da Oceania nesse último revezamento. No dia seguinte, conquistou o bronze nos quatro por cinquenta medley, onde o time australiano estabeleceu o novo recorde do continente. Em 18 de dezembro, ainda em Melbourne, a equipe da Austrália dos quatro por cem medley, da qual Chalmers foi um dos integrantes que participaram da final, dividiu o título e a nova marca mundial da categoria com o time dos Estados Unidos.

### 2023
Em 23 de julho, contribuiu com a equipe do seu país a vencer a final dos quatro por cem livre no Mundial de Esportes Aquáticos em Fukuoka. Quatro dias depois, alcançou a primeira colocação nos cem livre no mesmo evento.